# Harrisburg (Illinois)
Harrisburg é uma cidade localizada no estado americano de Illinois, no Condado de Saline.

## Demografia
Segundo o censo americano de 2000, a sua população era de 9860 habitantes.
Em 2006, foi estimada uma população de 9573, um decréscimo de 287 (-2.9%).

## Geografia
De acordo com o United States Census Bureau tem uma área de
16,6 km², dos quais 16,2 km² cobertos por terra e 0,4 km² cobertos por água. Harrisburg localiza-se a aproximadamente 114 m acima do nível do mar.

## Localidades na vizinhança
O diagrama seguinte representa as localidades num raio de 20 km ao redor de Harrisburg.